# Congrès marial d'Ottawa
Le congrès marial d'Ottawa est un grand rassemblement religieux catholique canadien qui fut tenu du 18 au 22 juin 1947 à l'initiative de l'archevêque d'Ottawa Mgr Alexandre Vachon.  
Le congrès avait pour but d'approfondir la spiritualité mariale en rappelant le sens des expressions Mère de Dieu, Mère du Verbe, Mère du Christ, Mère de l'Église, Mère des hommes, Reine du Ciel et Reine du monde.
De nombreuses expositions religieuses, des processions, des troupes de théâtre, des jeux lyriques, des chorales et des chars allégoriques se déploient pour célébrer l'événement. Au total, 200 000 catholiques du Canada et de l'univers viendront assister aux cérémonies. Ils parlent 38 langues  et sont venus en 64 trains spéciaux.   
Le congrès a vu les œuvres artistiques de Simone Routier, Jules Martel et Louis-Marie Guay qui ont été présentées au théâtre Capitol et au parc Lansdowne. Le colisée d'Ottawa fut spécialement transformé en chapelle de la Paix et plus de 150 000 personnes vinrent y recevoir la communion eucharistique.    
Le 22 juin, une messe pontificale est célébrée avec la présence de 112 évêques et archevêques et 125 000 personnes. Les fidèles étaient venus prier pour la paix dans le contexte difficile du début de la guerre froide et de la fin de la Seconde Guerre mondiale. 
En la dernière journée de congrès, la foule est à son comble avec 500 000 personnes présentes. Ce fut un événement très solennel qui marqua profondément les consciences à l'époque. Le cinéaste Maurice Proulx a filmé les jours du congrès.   
Mgr Vachon, qui avait planifié l'ensemble des événements, en fut récompensé par le pape Pie XII en étant nommé comte romain, ce qui lui permettait de célébrer la liturgie dans le cercle intime du pontife romain.